# Obniżenie Górnej Warty
Obniżenie Górnej Warty (341.25) – mezoregion fizycznogeograficzny w południowej Polsce, stanowiący najdalej na południe wysuniętą część Wyżyny Woźnicko-Wieluńskiej. Region ma kształt podłużnego pasma, które wyznacza dolina Warty; o orientacji północny zachód – południowy wschód, wraz z dodatkowym wschodnim ramieniem (którym jest skręt biegu rzeki). Region graniczy od zachodu z Progiem Herbskim i Progiem Woźnickim, a od wschodu z Wyżyną Częstochowską; północny zasięg regionu wyznacza granica z Obniżeniem Krzepickim, Wyżyną Wieluńską i (poprzez ramię) z Niecką Włoszczowską. Na samym południu region styka się z Garbem Tarnogórskim. Cały obszar mezoregionu znajduje się w obrębie województwa śląskiego.
Region jest obfito zalesionym obniżeniem, wypreparowanym w rudonośnych iłach śródkowojurajskich o znacznej podatności na wietrzenie. Powierzchnia podłoża regionu pokryta jest piaskami i glinami czwartorzędu. Występują tu pagóry morenowe oraz wały piaszczyste i żwirowe (recesyjne moreny czołowe i kemy). Dno obniżenia, którym na odcinku Ząbkowice-Częstochowa płynie Warta, obniża się od 300 do 220 m n.p.m.
Niemal cały mezoregion zajmują gleby lekkie na utworach piaszczystych głównie gleby bielicowe i gleby rdzawe (typowe) zaklasyfikowane do 5, 6, 7 i 9 kompleksów przydatności rolniczej.
Obniżenie Górnej Warty jest obecnie terenem gęsto zaludnionym o charakterze przemysłowo-górniczym (hałdy i wyrobiska po kopalniach). Biegnie tędy ważna linia kolejowa z Warszawy do Katowic. Głównymi ośrodkami miejskimi regionu są Częstochowa, Myszków i Zawiercie.
Mezoregion rozpościera się na terenie gmin (od północy ku południu): Wręczyca Wielka, Blachownia, Częstochowa, Mstów, Konopiska, Poczesna, Kamienica Polska, Olsztyn, Poraj, Koziegłowy, Myszków, Żarki, Włodowice, Poręba i Zawiercie.
Rzeka Warta znajduje się w herbie gminy Wręczyca Wielka, gminy Poczesna, Myszkowa, Poręby i Zawiercia.